# جي بي دي والوني 2014
جي بي دي والوني 2014 (بالفرنسية: Grand Prix de Wallonie 2014)‏  هو سباق دراجات هوائية، وهو الموسم رقم 55 من نفس السباق، وأقيم في 17 سبتمبر 2014، وامتدّ لمسافة 198.2 كيلومتر، وهو أحد سباقات طواف أوروبا للدراجات 2014، وهو من نوع سباق يوم واحد، وقد شارك في السباق 160 متسابقاً، ووصل إلى نهايته 99 متسابقاً.
فاز فيه بالمركز الأول جريج فان أفرمت، وبالمركز الثاني توني قالوبا، وبالمركز الثالث يان باكيلانتس.

## الفرق
| فرق برو (7)- AG2R La Mondiale - BMC Racing Team - FDJ.fr - Lotto-Belisol - Omega Pharma-Quick Step - Tinkoff-Saxo - Trek Factory Racing فرق قارية محترفة (4)- Bretagne-Séché Environnement - Cofidis, Solutions Crédits - سبورت فلاندرين بالويس 2014 ‏ - Wanty-Groupe Gobert فرق قارية (6)- Bingoal WB Devo Team ‏ - Van Rysel–Roubaix ‏ - بوديسول يوروميليونز بول كونتيننتال والون 2014 ‏ - Veranclassic–Ago ‏ - فيرانداس ويلمز 2014 ‏ - بنجوال باوليز ساوكس دبليو بي ‏ فريق وطني- منتخب بلجيكا لسباق الدراجات على الطريق للرجال تحت 23 سنة 2014 ‏ |  |
| |  |

## وصلات خارجية
- الموقع الرسمي